# Torrington (Connecticut)
Pour les articles homonymes, voir Torrington.
Cet article possède un paronyme, voir Thorrington.
Torrington est une ville située dans le comté de Litchfield, dans l'État du Connecticut (États-Unis). Lors du recensement de 2010, sa population s’élevait à 36 383 habitants.

## Géographie
Selon le Bureau du recensement des États-Unis, la superficie de la municipalité est de 40,32 milles carrés (104,43 km2), dont 39,75 milles carrés (102,95 km2) de terres et 0,56 milles carrés (1,45 km2) de plans d'eau (soit 1,4 %).

## Histoire
Torrington devient une municipalité en 1740. La ville doit son nom à Torrington dans le Devonshire anglais.

## Démographie
D'après le recensement de 2000, il y avait 35 202 habitants, 14 743 ménages, et 9 125 familles dans la ville. La densité de population était de 341,6 hab/km2. Il y avait 16 147 maisons avec une densité de 156,7 maisons/km2. La décomposition ethnique de la population était : 93,03 % blancs ; 2,15 % noirs ; 0,20 % amérindiens ; 1,83 % asiatiques ; 0,02 % natifs des îles du Pacifique ; 1,31 % des autres races ; 1,47 % de deux ou plus races. 3,30 % de la population était hispanique ou Latino de n'importe quelle race.
Il y avait 14 743 ménages, dont 28,5 % avaient des enfants de moins de 18 ans, 47,7 % étaient des couples mariés, 10,3 % avaient une femme qui était parent isolé, et 38,1 % étaient des ménages non-familiaux. 32,1 % des ménages étaient constitués de personnes seules et 13,7 % de personnes seules de 65 ans ou plus. Le ménage moyen comportait 2,33 personnes et la famille moyenne avait 2,96 personnes.
Dans la ville la pyramide des âges était 23,0 % en dessous de 18 ans, 6,4 % de 18 à 24, 31,0 % de 25 à 44, 22,0 % de 45 à 64, et 17,6 % qui avaient 65 ans ou plus. L'âge médian était 39 ans. Pour 100 femmes, il y avait 93,9 hommes. Pour 100 femmes de 18 ans ou plus, il y avait 89,0 hommes.
Le revenu médian par ménage de la ville était 41 841 dollars US, et le revenu médian par famille était $54 375. Les hommes avaient un revenu médian de $37 702 contre $28 418 pour les femmes. Le revenu par habitant de la ville était $21 406. 7,4 % des habitants et 4,5 % des familles vivaient sous le seuil de pauvreté. 8,4 % des personnes de moins de 18 ans et 6,9 % des personnes de plus de 65 ans vivaient sous le seuil de pauvreté.
| 1790  | 1800  | 1810  | 1820  | 1830  | 1840  |
| ----- | ----- | ----- | ----- | ----- | ----- |
| 1 400 | 1 417 | 1 586 | 1 449 | 1 651 | 1 707 |

| 1850  | 1860  | 1870  | 1880  | 1890  | 1900  |
| ----- | ----- | ----- | ----- | ----- | ----- |
| 1 916 | 2 278 | 2 893 | 3 327 | 4 283 | 8 360 |

| 1910   | 1920   | 1930   | 1940   | 1950   | 1960   |
| ------ | ------ | ------ | ------ | ------ | ------ |
| 15 483 | 20 623 | 26 040 | 26 988 | 27 820 | 30 045 |

| 1970   | 1980   | 1990   | 2000   | 2010   | - |
| ------ | ------ | ------ | ------ | ------ | - |
| 31 952 | 30 987 | 33 687 | 35 202 | 36 383 | - |